# 神社局
神社局是過往日本內務省的內部部局，明治33年（1900年）成立、昭和15年（1940年）廢除。負責管理有關的神社、神官和神職 (神道)的行政事務。

## 沿革
明治33年（1900年）4月26日，內務省廢除社寺局，改設神社局和宗教局，同時内務省官制置7局，在地方局之前置神社局，社寺局改為宗教局。
局長1人、書記官1人、考証官1人、技師2人、事務官1人、置補考証官2人。
昭和15年（1940年）11月9日，神社局廢除、並改制為神祇院，為內務省的外局。